# Вышеславцев, Аркадий Сергеевич
Аркадий Сергеевич Вышеславцев (1819, Москва — 12 [25] марта 1889, Липецк) — русский конезаводчик, охотник, кинолог, писатель и художник-график.

## Биография
Потомственный дворянин, родился в Москве в 1819 году. Служил в кавалерии. В начале 1850-х годов вышел в отставку и поселился в своем имении в с. Посевкино Борисоглебского уезда Тамбовской губернии (ныне — Грибановский район Воронежской области).
Основал конный завод и большую комплектную псовую охоту. Был единственным в губернии владельцем чистокровных английских лошадей. В 1873 году безвозмездно передал губернскому земскому собранию несколько чистокровных лошадей своего завода.
Заводчик густопсовых борзых. Очевидно, был потомственным псовым охотником — доставшиеся в наследство от деда списки борзых, которые велись со второй половины XVIII века, позволили ему сделать обстоятельное описание псовой борзой в «Журнале охоты» Георга Мина (1862), а позже в 1882 дополнил его в статье «Идеалы псовых собак», где описывает собак 1830-х годов («Природа и охота», июнь 1880). В поисках чистопородных русских борзых, объехал ряд центральных и степных губерний России и даже посетил псарный двор прусского короля.

## Творчество
Начал публиковаться с 1862 года. Многочисленные статьи Вышеславцева регулярно выходили на страницах журналов «Природа и охота», «Русский спорт», «Русское слово», «Московские ведомости». Его статьи использовал в своих работах Л. Сабанеев.
Писал статьи в журналах под псевдонимами А.В-ъ, Старый Охотник, Ревельский барон, Старый коннозаводчик, А.С-чъ, В.В-евъ.

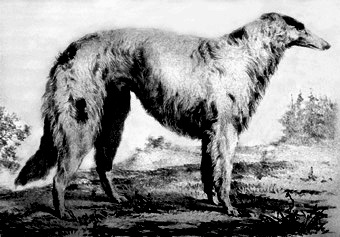
А. С. Вышеславцев. Густопсовая борзая

## Избранная библиография
- А. В-въ Четыре дня в деревне псового охотника (повесть). — СПб., 1895.
- Старый охотник Псовая собака // Журнал охоты. — 1862. — № 8.
- Старый охотник Идеалы псовых собак // Природа и охота. — 1880. — № 6.
- Старый охотник Охота с дамами // Журнал охоты. — 1875. — № 6.

Высокую оценку повести «Четыре дня в деревне псового охотника» дал известный охотничий писатель и литературовед Н. П. Смирнов (1898—1978). Он, в частности, писал: 

"Книга эта — одна из лучших в охотничьей литературе… превосходна в композиционном построении… Автор обладал несомненным мастерством в изобразительности, — он был незаурядным живописцем слова… от такого описания не отказались бы ни Тургенев, ни Чехов, ни Бунин… Это произведение можно поставить вслед за страницами «войны и мира», посвященными псовой охоте, и за эпопеей Дриянского «Записки мелкотравчатого».
А. Вышеславцев был хорошим художником — его рисунки борзых собак, волков, зайцев печатались на страницах журнала «Природа и охота».